# Parc Ennahli
 (juin 2021).
Le parc Ennahli est un parc public situé en Tunisie.

## Description
Le parc tire son nom du djebel Ennahli culminant à 200 mètres et sur lequel se trouve le parc.
Il est situé au nord de la ville de l'Ariana, à proximité de la RN8 reliant Tunis à Bizerte et entre le quartier El Ghazala et de la cité Ennasr.
Le parc couvre 210 hectares dont 80 % sont occupés par une forêt à dominante d'eucalyptus et de pin. Les 20 % restants ont été aménagés en espaces de loisirs et d'activités.
Le parc abrite plusieurs espèces d'oiseaux, comme la perdrix, le pigeon biset, le pinson des arbres ou le rossignol, et des mammifères, comme le lièvre, le chacal, le sanglier et le renard.
Le parc comporte entre autres un petit zoo, une ferme environnementale, un parcours de santé, une aire de jeux et un amphithéâtre en plein air. 
Il est toutefois menacé par l'avancement des zones urbaines qui, de 1994 à 2018, se sont considérablement étendues vers son enceinte. De plus, depuis 2011, plusieurs tentatives illégales d'abattage d'arbres ont été constatées et des incendies, dont certains sont volontaires, ne cessent de ravager les forêts de la région. Ainsi, en juin 2014, 59 hectares d'arbres ont été brûlés.
En mai 2002, un avion de ligne de la compagnie égyptienne EgyptAir s'est écrasé au dessus du parc.